# Greatest Hits: Souvenir Edition
Greatest Hits: Souvenir Edition – это альбом лучших хитов пуэрто-риканского автора-песенника Рики Мартина. Он был выпущен эксклюзивно в Австралии и Новой Зеландии 12 апреля 2013 г. в качестве коллекционного собрания CD/DVD со всеми хитами Мартина, включая: "María", "The Cup of Life", "Livin' la Vida Loca", "She Bangs" и "Nobody Wants to Be Lonely". Мартин продвинул альбом во время тура 2013 Australian Tour.

## Список композиций
| №   | Название                                                      | Автор(ы)                                                              | Продюсер(ы)                            | Длительность |
| --- | ------------------------------------------------------------- | --------------------------------------------------------------------- | -------------------------------------- | ------------ |
| 1.  | «Livin' la Vida Loca»                                         | Дезмонд Чайлд Роби Роса                                               | Дезмонд Чайлд Роса                     | 4:03         |
| 2.  | «María» (Спанглиш Радиоверсия Пабло Флореса)                  | Роса К.К. Портер Луис Гомес Эсколар                                   | Портер Роса Пабло Флорес Хавьер Гарза  | 4:31         |
| 3.  | «She Bangs» (Английская версия)                               | Роса Уолтер Афанасьефф Дезмонд Чайлд                                  | Роса Уолтер Афанасьефф Дезмонд Чайлд   | 4:05         |
| 4.  | «Shake Your Bon-Bon»                                          | Джордж Норьега Роса Дезмонд Чайлд                                     | Норьега Роса                           | 3:11         |
| 5.  | «Nobody Wants to Be Lonely» (с Кристиной Агилерой)            | Дезмонд Чайлд Гэри Берр Виктория Шоу                                  | Афанасьефф                             | 4:11         |
| 6.  | «The Cup of Life (La Copa de la Vida)» (Crowd Noise)          | Роса Дезмонд Чайлд                                                    | Роса Дезмонд Чайлд                     | 4:33         |
| 7.  | «La Bomba»                                                    | Роса Портер Эсколар                                                   | Портер Роса                            | 4:36         |
| 8.  | «Private Emotion» (при участии Meja)                          | Эрик Базилиан Роб Хайман                                              | Дезмонд Чайлд Роса                     | 4:02         |
| 9.  | «She's All I Ever Had»                                        | Джон Секада Роса Норьега                                              | Секада Норьега Роса                    | 4:55         |
| 10. | «Come to Me»                                                  | Роса Дэвид Резник Джеймс Гудвин                                       | Норьега Эмильо Эстефан                 | 4:32         |
| 11. | «The Best Thing About Me Is You» (при участии Джосс Стоун)    | Энрике Мартин-Моралес Базилиан Андреас Карлссон Дезмонд Чайлд         | Дезмонд Чайлд                          | 3:37         |
| 12. | «Spanish Eyes/Lola, Lola (Medley)» (Музыка из One Night Only) | Роса Дезмонд Чайлд Портер Эсколар                                     | Дезмонд Чайлд Портер Роса              | 5:49         |
| 13. | «Loaded» (Радиоверсия 2 Джорджа Норьеги)                      | Джордж Норьега Роса Секада                                            | Роса Норьега Эстефан                   | 3:50         |
| 14. | «It's Alright»                                                | Дэнни Лопес Сорайя Ламилла Хавьер Гарсия Джордж Пахон, мл.            | will.i.am Лопес Пахон, мл. Рики Мартин | 3:33         |
| 15. | «Pégate» (Версия MTV Unplugged)                               | Мартин-Моралес Томми ТОррес Рой Таваре                                | Торрес Дэвид Кабрера                   | 4:07         |
| 16. | «Más» (Wally López Bilingual Remix)                           | Мартин-Моралес Марко Масис Клаудиа Брант Феррас Алкаиси Дезмонд Чайлд | Дезмонд Чайлд Уолли Лопес              | 4:28         |
| 17. | «Shine»                                                       | Мартин-Моралес Дэн Кейес Дезмонд Чайлд                                | Дезмонд Чайлд                          | 4:47         |
| 18. | «Liar»                                                        | Мартин-Моралес Лорен Кристи Алкаиси Дезмонд Чайлд                     | Дезмонд Чайлд                          | 3:28         |

| №   | Название                                                   | Длительность |
| --- | ---------------------------------------------------------- | ------------ |
| 1.  | «María»                                                    | 4:32         |
| 2.  | «Te Extraño, Te Olvido, Te Amo»                            | 3:59         |
| 3.  | «La Copa de la Vida»                                       | 4:06         |
| 4.  | «La Bomba»                                                 | 3:45         |
| 5.  | «Livin' la Vida Loca»                                      | 3:42         |
| 6.  | «She's All I Ever Had»                                     | 4:14         |
| 7.  | «Shake Your Bon-Bon»                                       | 3:02         |
| 8.  | «Private Emotion» (при участии Meja)                       | 4:00         |
| 9.  | «She Bangs»                                                | 4:05         |
| 10. | «Loaded»                                                   | 4:09         |
| 11. | «Nobody Wants to Be Lonely» (с Кристиной Агилерой)         | 4:10         |
| 12. | «Jaleo»                                                    | 3:44         |
| 13. | «Juramento»                                                | 3:28         |
| 14. | «Déjate Llevar»                                            | 3:26         |
| 15. | «Non siamo soli» (с Эросом Рамаццоти)                      | 3:40         |
| 16. | «The Best Thing About Me Is You» (при участии Джосс Стоун) | 4:02         |
| 17. | «Документальный фильм о Life»                              | 11:21        |
| 18. | «Almas del Silencio EPK»                                   | 9:20         |

## Чарты
| Чарт (2013)              | Наивысшая позиция |
| ------------------------ | ----------------- |
| Australian Albums Chart  | 2                 |
| New Zealand Albums Chart | 20                |

## Сертификации
| Регион | Сертификация | Продажи |
| --- | ------------ | ------- |
| Австралия (ARIA) | Золотой      | 35 000^ |
| * Данные о продажах приведены только на основе сертификации. ^ Данные о тиражах приведены только на основе сертификации. |              |         |

## История релиза
| Регион    | Дата           | Лейбл                | Формат | Каталог       |
| --------- | -------------- | -------------------- | ------ | ------------- |
| Австралия | 12 апреля 2013 | Sony Music Australia | CD/DVD | 888837 179423 |